# Shitmat
Shitmat, de son vrai nom Henry Collins, est un DJ et compositeur britannique de breakcore. Son style musical, souvent nommé « mashcore » est un mélange humoristique et atypique de drum and bass et de l'utilisation délibérée de clichés.

## Biographie
Shitmat est utilisé comme pseudonyme par l'artiste Henry Collins, qui utilise également des surnoms tels que Kyler, Armand Van Hard-On et Misty Conditions,. DJ Slipmatt s'offusque de ce nom lorsqu'ils étaient tous les deux sur le même line-up, et insiste pour que le nom de Shitmat soit écrit en plus petit.
Au début des années 2000, Shitmat fonde le label Wrong Music et organise des événements à Brighton. Il se fait connaître pour ses productions mashup qui mêlant jungle, breakcore et plunderphonics, sorties sur Ad Noiseam, Planet Mu et son propre label. Dans l'album Killabylonkutz 2, sorti en 2016, Collins produit onze morceaux différents, qui reprennent tous la voix de Baby Cham Babylon Bwoy, combinée au thème de SOS Fantômes ou à des morceaux de Slayer, Vengaboys et NOFX. Shitmat qualifie ce genre de « mashcore », comme le montre le morceau There's No Business Like Propa' Rungleclotted Mashup Bizznizz, interprété par John Peel,.
Shitmat participe à de nombreux festivals, dont le SuperSonic Festival (2006), le Hokaben Festival (2008), le Glade Festival, le Glastonbury Festival (2009), le All Tomorrow's Parties (2010) et le festival de Dour (2011),,,,.
En 2012, Shitmat décide de remixer tous les no 1 du UK Singles Chart depuis 1952, dans le cadre d'un projet appelé Mash Hits. Il s'agissait de travailler avec plus de 1 200 titres d'artistes tels que John Lennon, David Bowie, David Cassidy, David Essex et David Sneddon. Tous les David sont réunis en une seule piste de mashup.
Shitmat annonce en décembre 2012 être prêt à se débarrasser de son nom de scène, déclarant : « Il est essentiellement temps pour moi de passer à autre chose, de progresser, d'évoluer et de laisser l'autre musique que je fais prendre le devant de la scène. J'ai toujours aimé expérimenter l'humour et la musique lourde, mais pour moi, j'aimerais lancer et explorer certains de mes autres projets et idées » Il prévoit de sortir un nouvel album sous le nom de Tafkas (acronyme de The artist formerly known as Shitmat) sur Love Love records. Il relance ensuite son nom de scène en 2016, déclarant à Vice News : « J'ai ressuscité Shitmat. J'ai décidé que j'aimais toujours être DJ, faire des mashups et être ce connard »

## Discographie
- 2003 : Shopliftin' Gabba/Witness
- 2004 : Cyber Castle of the Virgin Zombie Time Barbarians IIV
- 2004 : Killababylonkutz
- 2004 : The Mashcore Malisha E.P.
- 2004 : Vengeance Of The Whitehawk Townies
- 2004 : Full English Breakfest
- 2005 : The Lesser Spotted Burberry E.P.
- 2005 : Monsters of Mashup
- 2006 : Gary's Gruesome Garage
- 2006 : Pur Cosy Tales (réédité sous le nom Kyler)
- 2006 : Hang the DJ
- 2006 : The Subliminal Pograddy Disection (2006, disponible uniquement sur le site de Wrong Music)
- 2012 : Global Hypercolour EP (Bandcamp)
- 2017 : The NeverEnding EastEnders Album (Bandcamp)